# Montpreveyres
Montpreveyres − miejscowość i gmina (commune) w zachodniej Szwajcarii, w kantonie Vaud, w okręgu (district) Lavaux-Oron. Leży nad rzeką Talent.  

## Demografia
W Montpreveyres mieszka 661 osób. W 2021 roku 20,4% populacji gminy stanowiły osoby urodzone poza Szwajcarią.

## Transport
Przez teren gminy przebiega droga główna nr 1.